# Acalypha hologyna
Acalypha hologyna är en törelväxtart som beskrevs av John Gilbert Baker. Acalypha hologyna ingår i släktet akalyfor, och familjen törelväxter. Inga underarter finns listade i Catalogue of Life.